# 도라지 然
도라지 然(도라지 연)은 KT&G에서 생산하는 담배의 상품명이다. 1988년에 처음 생산된 도라지를 리뉴얼한 제품으로, 2003년 6월 30일부터 시판되었다. 특수향 담배로, ‘然’(연)은 자연과 같은 동양의 정서를 담고 있는 한자라는 의미로 붙여졌다.
기존의 도라지의 경우 오미자 곽향 향취가 있었으며, 리뉴얼한 도라지 然은 오미자 향취를 유지하면서 라벤더 오일을 추가하였다. 소비량은 낮으나, 고정 수요층이 존재해 시장점유율은 0.1퍼센트에서 0.2퍼센트 사이로 유지되고 있다. 출시 당시의 가격은 1800원이었으나 현재는 2300원이며, 개비당 연기 성분은 타르 5밀리그램, 니코틴 0.5밀리그램이다. 규격은 84밀리미터이다.